# آن بیونگ هون
آن بیونگ هون (کره‌ای: 안병훈؛ زادهٔ ۱۷ سپتامبر ۱۹۹۱) گلف‌باز اهل کره جنوبی است.